# Sybaguasu thoracicum
Sybaguasu thoracicum là một loài bọ cánh cứng trong họ Cerambycidae.